# 関東流れ者 (1971年の映画)
『関東流れ者』（かんとうながれもの）は、1971年2月6日に公開された日本映画。製作：日活。監督：小澤啓一。渡哲也主演の「関東シリーズ」第1作。服役している間に組織の裏切りに遭い、父親代わりの組長を殺された男が、出所後に復讐を果たすまでが描かれる。
封切り時の同時上映作品は『夜の最前線 東京（秘）地帯』（監督：井田探 主演：岡崎二朗）。

## ストーリー
横浜。坂下組幹部・坂下次郎（原田芳雄）がナイトクラブ「黒水仙」で泥酔して暴れたことから、「黒水仙」は坂下組と縄張りを争う狭友連盟のシマであったため、狭友連盟傘下の立花組組員で、彼と親しい滝村周次（渡哲也）が急行してその場を収めるが、次郎の兄で坂下組組長 坂下雄介（内田良平）はシマを荒らす意志がないことを示すために狭友連盟の幹部たちの前で指を詰めることになる。坂下組がメンツを失ったことに逆上した次郎は介入した立花組を逆恨みし、組長・立花茂三郎（水島道太郎）を襲撃。立花を守るため、周次はとっさに次郎を殺してしまい、4年間服役する。
周次は獄中で、立花茂三郎や坂下雄介が何者かに暗殺されたことを知る。育ての親同様だった立花や、若い頃からの同志である雄介を失った周次は大きな衝撃を受ける。やがて出所した周次は、見覚えのない男たちに出迎えられる。自動車に乗せられた周次は暴行を受けて気を失い、断崖の下り坂で暴走する自動車の中に取り残されるが、間一髪で脱出する。
周次が横浜に戻ると、立花組は解散し、かつての幹部たちはそれぞれ狭友連盟の傘下で自分の組織を率いていた。立花の最側近だった大川輝雄（今井健二）は狭友連盟から唯一譲り受けた「黒水仙」の経営者に収まっていた。周次は大川輝雄に立花組の再建を進言する。また、夜の盛り場で、周次は弟の洋（沖雅也）に再会する。洋は集団就職のために横浜の周次のもとに身を寄せていたが、兄が殺人犯になったことで就職先を追われ、狭友連盟傘下のバーの従業員になっていた。
周次の存在を疎んじる狭友連盟は、かつて周次を自動車で拉致した殺し屋・白土（青木義朗）を使い、たびたびあらゆる方法で彼の命を狙う。周次は、立花と雄介が利権独占をたくらむ狭友連盟によって殺されたことをさとる。そんな中、周次の舎弟・淳（じゅん）が血まみれで現れ、「洋が狭友連盟のアジトに監禁された」と告げて絶命する。これは周次をおびき出すための計略だった。
港へ向かった周次の前に大川が立ちはだかった。大川は狭友連盟会長・阿部恒久（南原宏治）に「周次を殺害しなければ、立花の娘で大川の婚約者である ゆき を殺す」と脅迫されていた。大川はわざとドスを持った腕を下げ、周次に刺されるがままになって果てる。そこに阿部以下幹部たちが現れる。周次は怒りを爆発させて一味を倒したのち、駆けつけた警官隊に逮捕されるのであった。

## キャスト
- 滝村周次：渡哲也

- 立花ゆき：丘みつ子
- 立花茂三郎（立花組組長）：水島道太郎
- 阿部恒久（狭友連盟会長・小松組組長）：南原宏治

- 大川輝雄（立花組元幹部・クラブ支配人）：今井健二
- 白土（殺し屋）：青木義朗
- 福田（立花組幹部→福田組組長）：小高雄二
- 岸本（立花組幹部→岸本組組長）：曽根晴美

- 滝村洋：沖雅也
- 森川（立花組幹部→狭友連盟幹部）：武藤章生
- 吉池（狭友連盟幹部）：木浦佑三
- 里美（クラブママ）：渋沢詩子
- 坂下よし子（坂下雄介の妻・おでん屋台の女将）：木村俊恵

- フー子（洋の恋人）：青木伸子
- 後藤（立花組幹部→ガソリンスタンド経営者・女衒）：榎木兵衛
- 立花組幹部：高橋明
- 刑事：久遠利三、木島一郎
- 淳：長浜鉄平
- ヒデ（白土の相棒）：市村博

- 刑事：英原穣二
- タクシー待ちの男：荒井岩衛
- 坂下の子分：沢美鶴
- 福田の子分：熱海弘到
- 岸本の子分：有村道宏
- 阿部の子分：中平哲仟、溝口拳
- 坂下の子分：田畑善彦

- 阿部の子分：白井鋭
- 流し：浜口竜哉
- 岸本の子分：北上忠行
- 福田の子分：大泉隆二
- 後藤の子分：氷室政司
- 岸本の子分：小島克巳
- 小林（立花組元幹部→狭友連盟幹部）：大前田武
- 坂下雄介の息子：吉沢直樹
- ウエイトレス：大谷木洋子

- 流し：清水国雄
- 阿部の子分：谷口芳昭
- 坂下の子分：きむら章平
- 阿部の子分：庄司三郎
- 後藤の子分：大倉賢二
- 福田の子分：青木敏夫
- コールガール：横山栄子
- 流しの歌手：流健二郎（ワーナー・パイオニア）

- 坂下次郎：原田芳雄
- 坂下雄介（坂下組組長）：内田良平
- クラブ歌手：水原弘（東芝）

## スタッフ
- 監督：小澤啓一
- 企画：園田郁毅
- 脚本：棚田吾郎、小椋正彦
- 撮影：安藤庄平
- 照明：高島正博
- 録音：福島信雅
- 美術：松井敏行
- 編集：井上親彌
- 助監督：藤井克彦
- 音楽：小杉太一郎
- 色彩計測：関寿之
- 現像：東洋現像所
- 製作担当者：松田文夫
- 主題歌：渡哲也『関東流れ唄』（作詞：宮原和男 作曲：由樹俊一郎 テイチクレコード）
- 挿入歌：
  - 水原弘『からだの中を風が吹く』（作詞・作曲：下田偉咲夫 東芝レコード）
  - 流健二郎『新宿流転』（作詞：藤田まさと 作曲：猪俣公章 ワーナー・パイオニアレコード）
- 技斗：渡井嘉久雄
- スクリプター：桑原みどり（クレジットなし）[1]
- スチール：目黒祐司（クレジットなし）[1]

## 製作
横浜市の黄金町界隈や赤レンガ倉庫でロケーション撮影が行われた。